# 坎氏锦蛇
坎氏锦蛇（学名：Elaphe cantoris）也称坎氏曙蛇，一种分布于印度、尼泊尔、不丹、缅甸和中国西藏东南部等地区的爬行动物，隶属于游蛇科锦蛇属。

## 分类变动
2002年，有学者用分子系统学的方法，把锦蛇属进行了细分和梳理，将本种划入曙蛇属（Orthriophis）。2017年，有学者根据基因组系统学的研究结果，又将曙蛇属并入锦蛇属。

## 形态特征
坎氏锦蛇头部呈梨形，头背面为褐色。身体背面灰绿色，具有三行深色大斑块，其边缘紫黑色，腹面灰白色。

## 保护
本种于2023年被收录入《有重要生态、科学、社会价值的陆生野生动物名录》。